# 连香树
连香树（学名：Cercidiphyllum japonicum）是连香树科连香树属落叶乔木。属第三纪孑遗植物、东亚植物区系特有种。其种加词“japonicum”意为“日本的”。中国和日本的间断分布种。

## 形态
落叶乔木，高10-20 m，少数能达到40米；灰色或棕灰色树皮；长枝细、短枝在长枝上对生；宽卵圆形的叶子对生，基部为心形，边缘有腺钝齿，掌状脉；春季先叶开放雌雄异株的单性花，没有花瓣；蓇葖果2～4，微弯曲。
果实为蓇葖果, 种子带翅，依靠风力、水媒传播。

## 分布
分布于日本以及中国大陆的浙江、湖北、山西、陕西、甘肃、江西、四川、河南、安徽等地，生长于海拔650米至2,700米的地区，多生长于山谷边缘或林中开阔地的杂木林中，目前尚未由人工引种栽培。